# Dwumiesięcznik

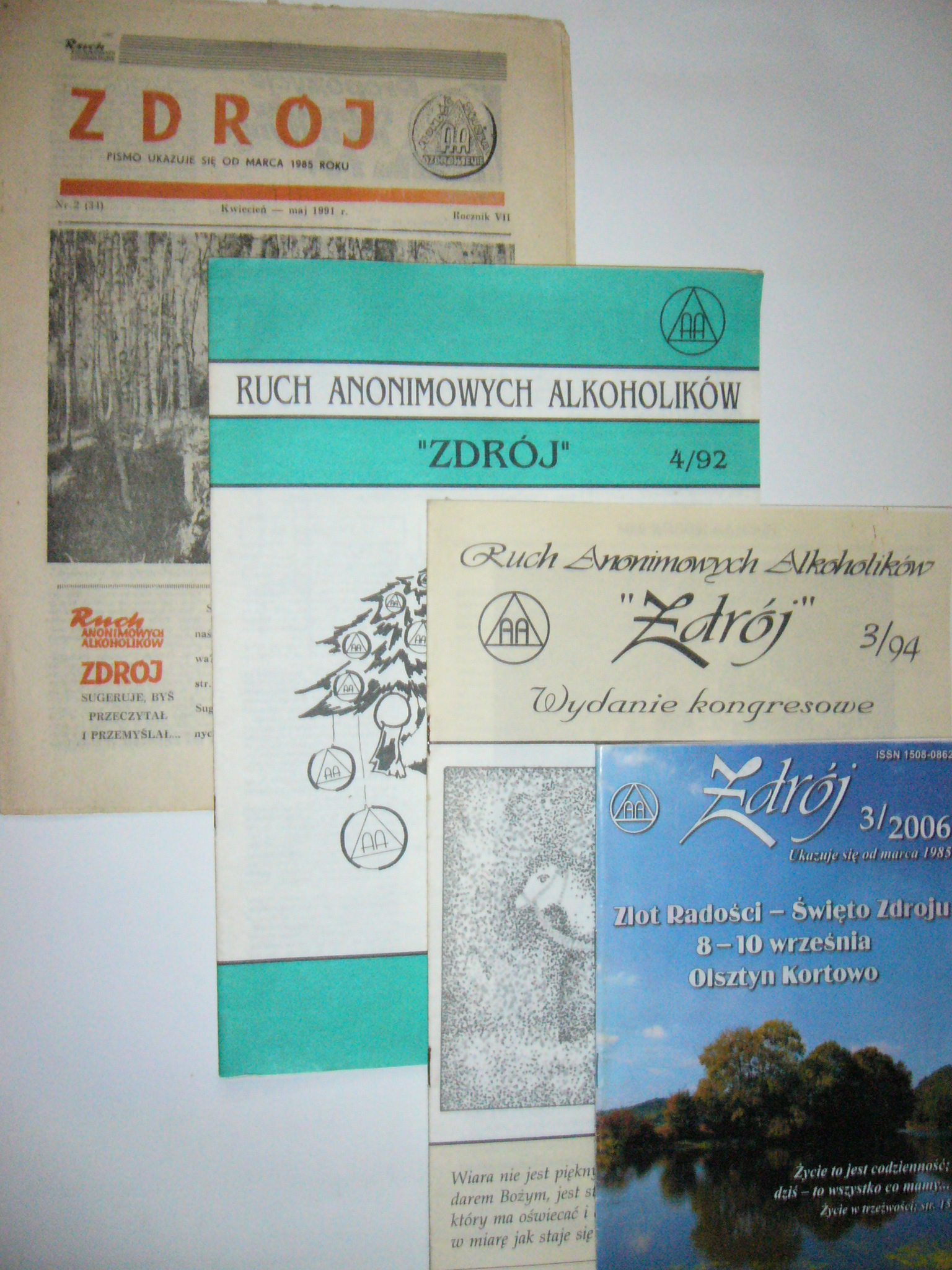
Okładki dwumiesięczników

Dwumiesięcznik – czasopismo, które ukazuje się raz na dwa miesiące. Dwumiesięczniki poświęcone są najczęściej konkretnej problematyce, np. nauce, technice. Niektóre dwumiesięczniki wydawane są też w formie biuletynów.
Nazwa utworzona na wzór miesięcznika, spopularyzowana głównie w XX w. w związku z intensywnym rozwojem czasopism naukowych i czasopism fachowych. Ze względu na formę zewnętrzną podobne są do miesięczników lub do kwartalników.

## Dwumiesięczniki w Polsce
Przykładowe dwumiesięczniki wydawane w Polsce:
- Wiadomości Ubezpieczeniowe – dwumiesięcznik wydawany przez Polską Izbę Ubezpieczeń
- Zdrój – pismo Wspólnoty Anonimowych Alkoholików
- Zarządzanie Zasobami Ludzkimi – dwumiesięcznik wydawany przez Instytut Pracy i Spraw Socjalnych